# Hoàng Thị Hương Ly
Hoàng Thị Hương Ly (sinh ngày 30 tháng 4 năm 1996) là một người mẫu, hoa hậu người Việt Nam. Đại diện Việt Nam tham dự Hoa hậu Du lịch Quốc tế 2021 với danh hiệu Á hậu 2 Hoa Hậu Du Lịch Quốc Tế và giành vương miện Hoa hậu Du lịch Đô thị Quốc tế 2021.

## Tiểu sử
Hoàng Thị Hương Ly sinh năm 1996. Từng tốt nghiệp Trường Đại học Khoa học Xã hội và Nhân văn

## Các cuộc thi sắc đẹp

### Khởi đầu
Năm 20 tuổi, cô đăng ký tham dự và lọt Top 5 Hoa hậu Biển Việt Nam 2016 cùng giải phụ Người đẹp hình thể. Sau đó đăng ký tham dự Hoa hậu Hoàn vũ Việt Nam 2017 nhưng khi vào cuộc thi cô xin rút vì lí do riêng. Sau đó, cô tham dự Fashion Festival Awards năm 2019 Tại Seoul Hàn Quốc và giành giải đồng chung cuộc.

### Hoa hậu Du lịch Quốc tế
Cô chính thức đại diện Việt Nam tham dự cuộc thi Hoa hậu Du lịch Quốc tế 2021 được tổ chức dưới hình thức trực tuyến.
Ngày 20/12, cô chính thức lọt Top 3 Hoa hậu Du lịch Quốc tế 2021 với danh hiệu Á Hậu 2 Hoa Hậu Du Lịch Quốc Tế và Hoa hậu Du lịch Đô thị Quốc tế 2021